# مجموعه تپه‌های امامزاده‌سکینه‌خاتون
مجموعه تپه‌های امامزاده‌سکینه‌خاتون مربوط به دوران‌های تاریخی پس از اسلام است و در جنت آبادقم واقع دربخش مرکزی شهرستان قم، واقع شده و این اثر در تاریخ ۹ اردیبهشت ۱۳۸۲ با شمارهٔ ثبت ۸۶۲۸ به‌عنوان یکی از آثار ملی ایران به ثبت رسیده‌است.